# Општина Околиш (Алба)
Околиш (рум. Ocoliş) општина је у Румунији у округу Алба.
Општина се налази на надморској висини од 565 m.